# Матей Труса
Матей Труса (словац. Matej Trusa, нар. 29 листопада 2000, Михайлівці) — словацький футболіст, нападник клубу «ДАК 1904».
Виступав, зокрема, за клуби «Земплін» та «Градець-Кралове», а також молодіжну збірну Словаччини.

## Клубна кар'єра
Народився 29 листопада 2000 року в місті Михайлівці. Вихованець футбольної школи клубу «Земплін». Дорослу футбольну кар'єру розпочав 2019 року в основній команді того ж клубу, в якій провів два сезони, взявши участь у 61 матчі чемпіонату. Більшість часу, проведеного у складі «Земпліна», був основним гравцем атакувальної ланки команди.
Протягом 2022 року захищав кольори клубу «Вікторія» (Пльзень).
Своєю грою за останню команду привернув увагу представників тренерського штабу клубу «Градець-Кралове», до складу якого приєднався 2022 року. Відіграв за команду з Градець-Кралове наступний сезон своєї ігрової кар'єри.
До складу клубу «ДАК 1904» приєднався 2023 року. 

## Виступи за збірну
Протягом 2020–2023 років залучався до складу молодіжної збірної Словаччини. На молодіжному рівні зіграв у 15 офіційних матчах, забив 9 голів.

## Статистика виступів

### Статистика клубних виступів
| Сезон             | Команда           | Чемпіонат         | Чемпіонат | Чемпіонат | Національний кубок | Національний кубок | Національний кубок | Континентальні кубки | Континентальні кубки | Континентальні кубки | Інші змагання | Інші змагання | Інші змагання | Усього | Усього | Усього |
| Сезон             | Команда           | Ліга              | Ігор      | Голів     | Ліга               | Ігор               | Голів              | Ліга                 | Ігор                 | Голів                | Ліга          | Ігор          | Голів         | Ігор   | Голів  |        |
| ----------------- | ----------------- | ----------------- | --------- | --------- | ------------------ | ------------------ | ------------------ | -------------------- | -------------------- | -------------------- | ------------- | ------------- | ------------- | ------ | ------ | ------ |
| 2018–19           | «Земплін»         | ЧС                | 8         | 0         | КС                 | 3                  | 0                  |                      | -                    | -                    |               | -             | -             | 11     | 0      |        |
| 2019–20           | «Земплін»         | ЧС                | 6         | 2         | КС                 | 0                  | 0                  |                      | -                    | -                    |               | -             | -             | 6      | 2      |        |
| 2020–21           | «Земплін»         | ЧС                | 12        | 2         | КС                 | 1                  | 1                  |                      | -                    | -                    |               | -             | -             | 13     | 3      |        |
| Усього за кар'єру | Усього за кар'єру | Усього за кар'єру | 26        | 4         |                    | 4                  | 1                  |                      | -                    | -                    |               | -             | -             | 30     | 5      |        |